# Synaphlebium pulchrum
Synaphlebium pulchrum là một loài dương xỉ trong họ Lindsaeaceae. Loài này được Brack. mô tả khoa học đầu tiên năm 1854.
Danh pháp khoa học của loài này chưa được làm sáng tỏ. 